# Keep It Up
«Keep It Up» (estilizada en mayúsculas) es una canción interpretada por el músico británico Rex Orange County. La canción fue publicado el 26 de enero de 2022 como el sencillo principal de su cuarto álbum de estudio, Who Cares?

## Composición
«KEEP IT UP» es una canción de pop, con elementos de música lo-fi. La canción comienza con una melodía de cuerdas. La letra de la canción trata sobre la autoestima y alienta a todos a mantenerse leales a sí mismos a pesar de los obstáculos que puedan surgir en el camino.

## Recepción de la crítica
Ella Kipling de Redbrick le dio una calificación de 8.5 sobre 10 y comentó: “El ritmo pegadizo, que parece rascar ese picor en lo profundo de tu cerebro, hace que quieras seguir repitiendo la canción”. George Millington, escribiendo para el sitio web GSGM, le dio una calificación de 5 estrellas sobre 5 y declaró que “la yuxtaposición de palabras y música nos hace dudar entre sonreír de placer o llorar en un pañuelo”.
En una reseña negativa, Arun Starkey, escribiendo para la revista Far Out, le dio una calificación de 3.9 sobre 10 y mencionó que “no hay nada particularmente cautivador al respecto”. Aymeric Dubois de Spectrum Culture la catalogó como “una de las mejores canciones que ha lanzado”, escribiendo: “Con sus colores musicales y orquestación conmovedora, esta introducción define el estado de ánimo general de su autor para Who Cares?”.

### Galardones
| Publicación | Lista              | Posición | Ref.  |
| ----------- | ------------------ | -------- | ----- |
| Dig!        | Best Songs of 2022 | 12       | [ 9 ] |

## Video musical
Un videoclip, codirigido por Alexandra Waespi, O'Connor y Bráulio Amado, fue publicado en el canal de YouTube del músico el mismo día. Fue filmado en Ámsterdam. El video muestra a O'Connor bailando por el ajetreado centro de la ciudad de Ámsterdam mientras interpreta la canción. Benny Sings y Joe MacLaren también hacen una aparición en el video.

## Posicionamiento
| Gráfica (2022)                                          | Pico de posición |
| ------------------------------------------------------- | ---------------- |
| Nueva Zelanda (Recorded Music NZ)                       | 24               |
| Reino Unido (UK Singles Chart)                          | 95               |
| Estados Unidos (Billboard Alternative Airplay)          | 16               |
| Estados Unidos (Billboard Hot Rock & Alternative Songs) | 21               |
| Estados Unidos (Billboard Adult Alternative Airplay)    | 29               |